# Verliefd op Chris Lomme
Verliefd op Chris Lomme is een Nederlandstalige single van de Belgische band De Kreuners uit 1989.
De B-kant van de single was het liedje Verliefd op Chris Lomme (De waar is Walter? - versie). Het nummer verscheen op het album Hier en nu uit 1990.
Het nummer gaat over "een verliefdheid" op toenmalige actrice Chris Lomme van Walter Grootaers (eerste zin van het lied "Ik ben geboren in West-Duitsland"; Grootaerts werd geboren te Soest in de deelstaat Noordrijn-Westfalen), meer bepaald haar rol als Marieke in Schipper naast Mathilde uit 1959 (zin 3 en 4 uit het lied "Het was Marieke,... Ze speelde mee in een serie op TV" en zin 6 uit het refrein "Ik was jaloers op alle schippers naast Mathilde").

## Meewerkende artiesten
Producer:
- Jean Blaute

Muzikanten:
- Ben Crabbé (drums, zang)
- Berre Bergen (basgitaar, zang)
- Erik Wauters (gitaar)
- Henri Ylen (saxofoon)
- Jan Van Eyken (gitaar)
- Jean Blaute (gitaar, klavier)
- Jean-Pierre Onraedt (drums)
- Walter Grootaers (zang)
- Walter Mets (drums)